# Édouard Albert
Pour les articles homonymes, voir Albert.
 (novembre 2016).
Édouard Albert, né le 9 juillet 1910 à Paris et mort dans la même ville le 18 janvier 1968, est un architecte français.

## Biographie
Après un stage en usine dans l'industrie mécanique jusqu'en 1930, Édouard Albert est en 1937 diplômé en architecture à l'École nationale supérieure des beaux-arts de Paris. Il commence sa carrière en faisant des recherches sur les techniques de préfabrication, les matériaux de synthèse et les matières plastiques (1945-1948), les bétons précontraints (1949), les structures tubulaires (1954-1957) puis sur l'urbanisme tridimensionnel (1960). Proche de Jean Prouvé, avec qui il partagea une amicale connivence, Édouard Albert fut parmi les architectes français qui ont largement participé à l'époque héroïque de l'expérimentation constructive. 
En 1957-1959 Édouard Albert crée le premier gratte-ciel de Paris, la Tour Albert (23 planchers avec un plafond de Jacques Lagrange au 6e étage), 33 rue Croulebarbe dans le 13e arrondissement de Paris. En 1962 André Malraux lui confie la reprise du projet de la faculté des sciences de Jussieu qu'il conçoit avec des décorations de Jean Arp, Calder, Léon Gischia, Jacques Lagrange, François Stahly, André Beaudin, Victor Vasarely). Il estimera n'avoir pas les moyens de mener à terme son projet dans des conditions acceptables et reniera sa mise en œuvre.
Parmi ses études non réalisés Édouard Albert conçoit en 1963 le projet d'une tour arborescente, avenue Rapp, face au pont de l'Alma, à Paris de 120 m de hauteur, en 1963-1965 celui d'une île artificielle à Monte-Carlo en collaboration avec le commandant Jacques-Yves Cousteau et en 1965 celui d'un théâtre pour Jean Vilar, plateau Beaubourg à Paris, qui sera abandonné pour la construction d'un musée, le Centre Georges Pompidou. 
Édouard Albert est professeur chef d'atelier à l'École des beaux-arts de Paris de 1959 à 1968, membre du Jury du prix de Rome, des commissions du Centre scientifique et technique du Bâtiment, du comité de rédaction de la revue L'Architecture d'aujourd'hui.

### Contribution au design
Facette cachée de son activité créatrice, sa contribution au design et à la décoration reste importante quoique méconnue. Une série de meubles voit le jour dans les années 1930 et 1940. Mais, comme pour cette table d'inspiration chinoise en aluminium et chêne réalisée à la fin des années 1930, ces meubles brillent par leur rareté, entre hommage aux classiques et création moderne. De son passage à l'industrie mécanique reste la technique et les matières de fabrication : aluminium et acier entre autres. De sa qualité d'architecte, une inventivité appliquée à la décoration. La facture raffinée de ces pièces est exécutée par Jean Plain.

### Prix
- 1958 : Grand prix international d'architecture du Cercle d'études architecturales

## Œuvre

### Principales réalisations

Tour Albert, 33 rue Croulebarbe, 13e arrondissement de Paris, 1957-1959

Campus universitaire de Jussieu, 1963-1971

Campus universitaire de Jussieu, 1963-1971

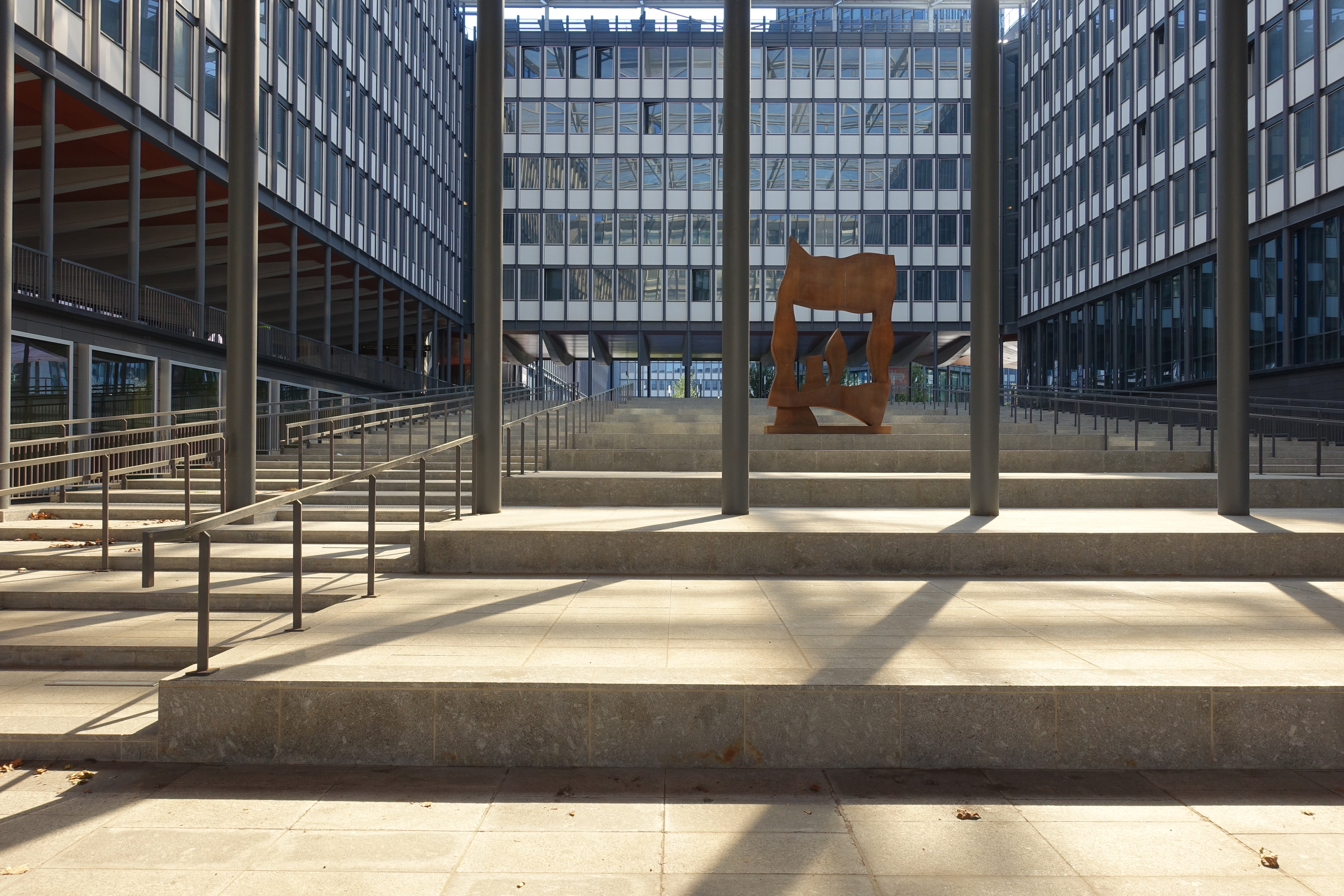
Campus universitaire de Jussieu, 1963-1971

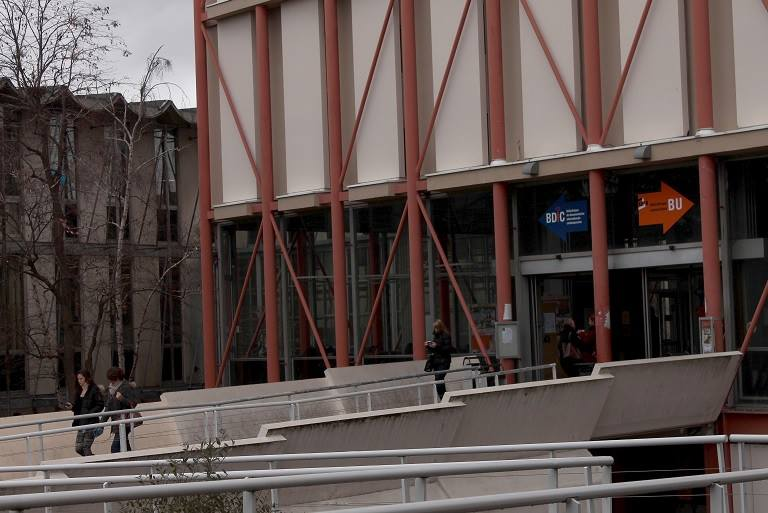
Bibliothèque de l'université de Nanterre, 1968

- 1954-1955 : premier immeuble à structure tubulaire à Paris, 85 rue Jouffroy d'Abbans 17e arrondissement de Paris[6]
- 1957-1959 : premier gratte-ciel de Paris, Tour Albert (23 planchers, 65 mètres de hauteur, plafond de 600 m2 de Jacques Lagrange au 6e étage), 33 rue Croulebarbe dans le 13e arrondissement de Paris, avec Jacques Henri-Labourdette et Roger Boileau[7]
- 1959-1960 : Immeuble administratif d'Air France à Orly
- 1961 : Chapelle Montconseil à Corbeil-Essonnes (surface de 200 m2)
- 1959-1962 : Immeuble d'habitation, 63-65 avenue Parmentier (Paris XIe)[8],[9]
- 1963 : Immeuble d'habitation, 27-29 avenue Parmentier (Paris XIe)[8]
- 1964 : Immeuble d'habitation, 18 rue Rousselet (Paris VIIe)[10]
- 1963-1971 : la faculté des Sciences de Jussieu dans le 5e arrondissement de Paris dont la Tour Zamansky (décorations de Jean Arp, Calder, Léon Gischia, Jacques Lagrange, François Stahly, André Beaudin, Victor Vasarely)
- 1968 : Résidence Plein ciel, tours d'habitation, Melun-le-Mée
- 1968 : Bibliothèque universitaire de l'université de Nanterre

### Autres réalisations et projets
- 1939 : Usine de métallurgie à Dreux
- 1941-1942 : Plans de villes dans la Marne et les Ardennes
- 1944-1945 : Architecte en chef de la Moselle (7 centres hospitaliers).
- 1946 : Usine de forge et d'estampage à Dreux
- 1947-1948 : Diverses maisons préfabriquées, en matière plastique et aluminium
- 1948 : Résidences dans le Jura
- 1949 : Centre d'émissions à longues distances du Ministère de l'Air à Étampes
- 1949-1952 : Plans des villes d'Ajaccio, Calvi et Corte
- 1953 : Restaurant de 3500 couverts pour la compagnie Air-France à Orly
- 1955-1956 : Centre de réapprovisionnement et d'armement commercial pour la compagnie Air-France à Orly
- 1960 : Église au Viêt Nam
- 1962 : Groupes d'habitation
- 1963 : Projet d'une tour arborescente, avenue Rapp, face au pont de l'Alma à Paris (120 m de hauteur, 22 cellules de 400 m2)
- 1963-1968 : Projet pour la faculté des lettres et des sciences humaines de l'université de Tours
- 1963-1965 : Projet d'une île artificielle, Monte-Carlo
- 1965 : Projet de théâtre pour Jean Vilar, plateau Beaubourg à Paris
- Immeuble d'habitation, 9-11 rue Roger-Bacon (Paris XVIIe)
- Immeuble, avenue de Lamballe (Paris XVIe)

### Projet non réalisé
- 1959 : Hôtel suspendu place de la Résistance (Paris)[11].

### Publications
- Un abécédaire d'architecte, Paris, Éditions de l'Orycte, octobre 1978, 52 p., 5 p. autographiées
- Pour une architecture spatiale, Sigean, Éditions de l'Orycte, mai 1980, 26 p.
- Une option sur le vide, écrits sur la pensée contemporaine, l'art et l'architecture, 1940-1994, Paris, Sens et Tonka, 1994, 166 p. (ISBN 2910170047)

## Archives
Le fonds Édouard Albert est conservé à la Bibliothèque Kandinsky, au Centre Pompidou à Paris.